# 楠達鎮區 (明尼蘇達州弗里伯恩縣)
楠達鎮區（英語：Nunda Township）是位於美國明尼蘇達州弗里伯恩縣的一個行政鎮區。

## 地方資料
楠達鎮區的面積為89.97平方千米，當中陸地面積為85.49平方千米，而水域面積為4.48平方千米。根據2020年美國人口普查的數據，當地共有人口309人，而人口密度為每平方千米3.43人。